# Storie di san Vincenzo Ferrer
Le Storie di san Vincenzo Ferrer sono un dipinto tempera su tavola (27,5x214 cm) di Ercole de' Roberti, databile al 1473 e conservato nella Pinacoteca Vaticana nella Città del Vaticano. La tavola era la predella del Polittico Griffoni, realizzato con Francesco del Cossa. 

## Storia
Il polittico si trovava nella cappella della famiglia Griffoni nella basilica di San Petronio a Bologna ed era stato realizzato in cooperazione tra Francesco del Cossa ed Ercole de' Roberti: il primo, più anziano ed affermato, aveva realizzato i pannelli principali, il secondo, giovane promettente, la predella e i santi sui pilastrini. 
L'opera rimase nella cappella fino al 1725-1730, quando venne smembrata e immessa nel mercato antiquario in lotti separati: da allora i pannelli si dispersero. La predella, segnalata già dal Vasari come opera del de' Roberti, finì forse nei beni del cardinale Aldovrandi, divenuto successivamente proprietario della cappella.
Il polittico venne ricostruito virtualmente da Roberto Longhi nel 1935, con il fondamentale saggio Officina ferrarese.

## Descrizione

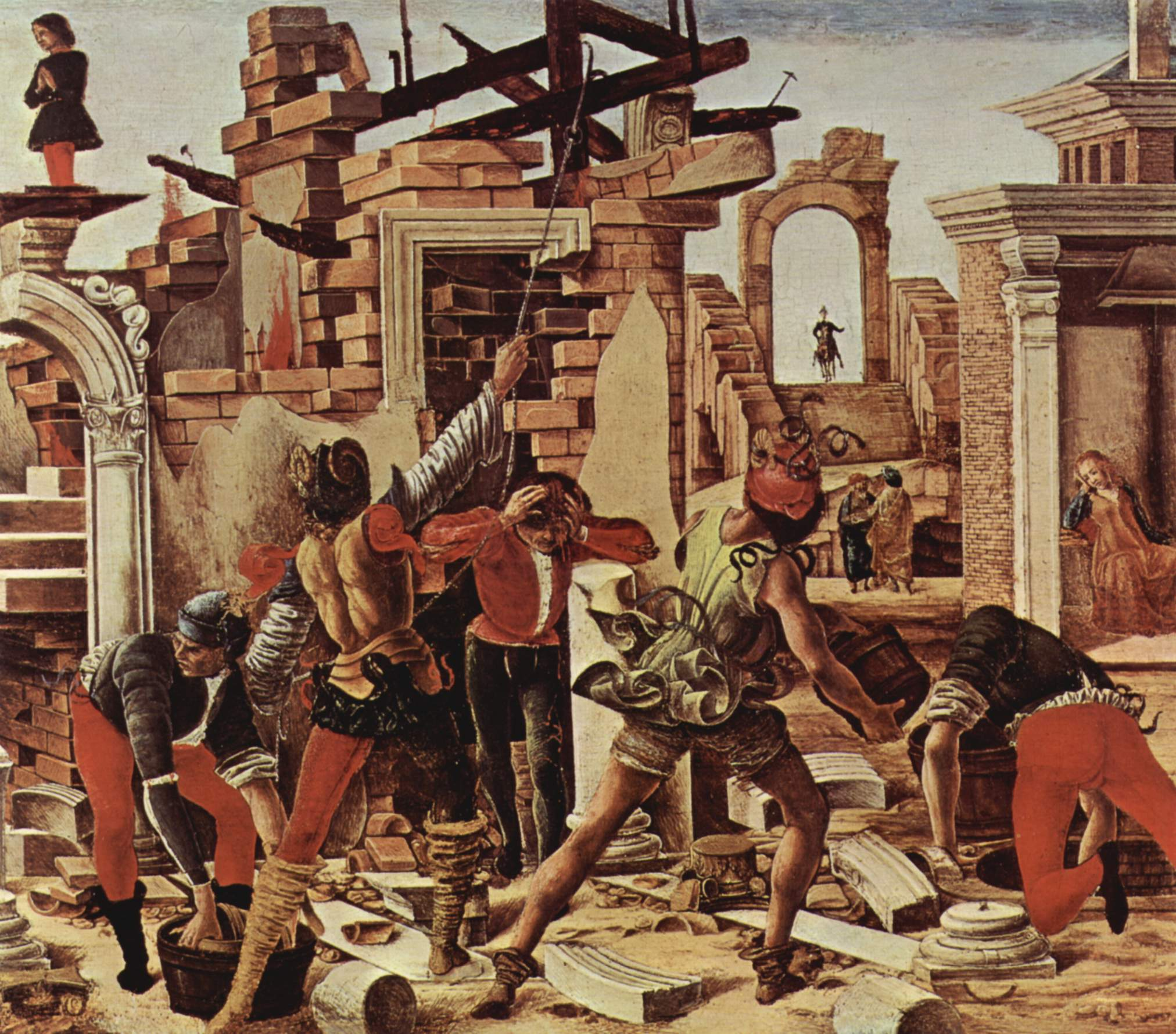
Spegnimento di un incendio e salvataggio di un fanciullo

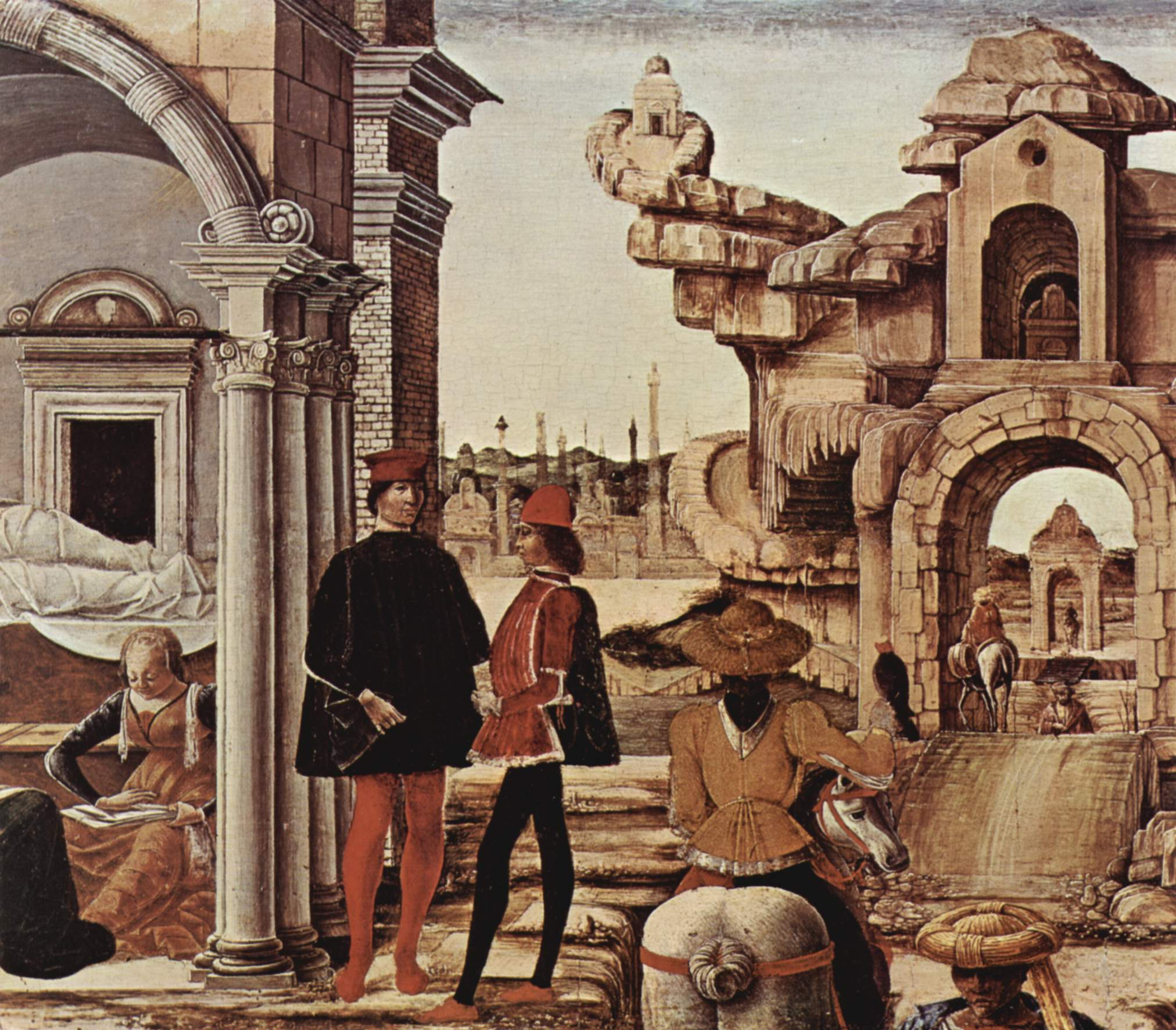
Paesaggio fantastico

La predella è dipinta in maniera molto originale, come una tavola unica dove gli episodi si susseguono senza soluzione di continuità, in unità di tempo e di spazio. San Vincenzo Ferrer, canonizzato nel 1448 e oggetto di un'intensa opera di promozione del culto da parte dei Domenicani, era il protagonista della pala, a cui era dedicato lo scomparto centrale. 
La predella raffigura la serie dei suoi miracoli. Da sinistra, sotto un'elegante loggia rinascimentale che simula l'interno di un'abitazione, si legge la guarigione di una storpia, raffigurata sul suo letto mentre ringrazia pregando il santo. Segue una fantasiosa veduta di esterno, con un ponticello di pietra che porta a un arco che sembra scolpito nella viva roccia, su cui si inerpica una strada fino a formare una spirale che ricorda un ciuffo di panna: si tratta di elementi fantasiosi comuni anche all'arte di Francesco del Cossa. 
La scena successiva è ambientata in una sorta di tempio classico scoperchiato ed ha come tema la resurrezione di un'ebrea spagnola. Le figure sono qui impostate a un forte dinamismo, con la figura della donna abbandonata senza vita a terra e alcune donne che fuggono e si disperano vigorosamente: tali esplosioni vitali di grande espressività derivano dalla lezione di Donatello a Padova, e fecero da modello per altri grandi artisti, come Niccolò dell'Arca e lo stesso Michelangelo. 
Segue un'altra scena di esterno, dove si nota come l'artista imposti vedute fantastiche attraverso scorci preferibilmente passanti sotto ad archi (in questo caso alcune curiose rocce stalagmitiche), con in primo piano uno storpio che viene guarito dal santo. Subito dopo l'episodio dello spegnimento dell'incendio di una casa e salvataggio di un fanciullo: in un edificio in rovina, appena distrutto da un incendio (come dimostrano gli uomini che in primo piano si danno da fare con i secchi al pozzo), è rimasto un bambino, che si vede in alto, che è illeso grazie alla preghiera rivolta al santo, che appare in cielo a sinistra. 
Il prossimo miracolo è ambientato in secondo piano, con grande fantasia compositiva: in un edificio il santo resuscita un bambino, ucciso dalla madre impazzita, che sta seduta fuori dalla stanza.
L'ultima scena ha luogo in una complessa architettura ottagonale, una sorta di battistero davanti alla facciata di una chiesa, dove ha luogo un'apparizione mistica del Bambin Gesù a cui gli astanti si inginocchiano.

## Stile
La predella rappresentò un'evoluzione nello stile di Ercole de' Roberti, rispetto alle prime opere ferraresi come il Settembre nel Salone dei Mesi. Le architetture appaiono infatti ormai perfettamente organizzate razionalmente, dimostrando la piena assimilazione della lezione di Piero della Francesca e dei toscani, con un sapiente uso dei volumi e delle pause di paesaggio nella lunga rappresentazione. 
Le figure invece restano improntate a linee di forza spezzate, che danno un grande vigore dinamico alle scene. I panneggi sono sbalzati con forza, come tipico dei ferraresi, e i paesaggi hanno un tono onirico, comune a quelli di Del Cossa, che nel complesso si addicono alle inquietudini serpeggianti nel periodo, che portarono sul finire del secolo a una crisi degli ideali rinascimentali.